# Locomotiva FS E.454
Le locomotive E.454 sono una piccola serie di locomotive elettriche ad azionamento elettronico, monocabina e telecomandabili delle Ferrovie dello Stato italiane progettate e costruite negli anni ottanta. Ne è stata approntata una versione merci che ha preso il nome di E.453. Rimaste allo stato di prototipo sono state accantonate nel corso degli anni novanta.

## Storia

### Premesse
Le locomotive elettriche dei gruppi 453 e 454 rappresentano uno dei progetti di rinnovamento del parco rotabili delle Ferrovie dello Stato italiane nati tra la fine degli anni settanta e la metà degli anni ottanta del XX secolo. Sono anche state il banco di prova di varie tra le soluzioni innovative dell'industria ferroviaria italiana e (almeno concettualmente) le progenitrici delle E.464.
Il 27 settembre del 1984, con i fondi del Programma integrativo trasporti le FS ordinarono cinque veicoli aventi le seguenti caratteristiche di massima: una sola cabina di guida, due carrelli con un motore per asse, massa complessiva circa 80 t. 
La commessa prevedeva la suddivisione dell'ordine in tre locomotive con rapporto di trasmissione atto a raggiungere i 160 km/h (che vennero denominate E.454) e due con rapporto corto, da accoppiare prevedibilmente insieme a formare un unico complesso di trazione di alta potenza per treni merci pesanti, in grado di raggiungere i 120 km/h denominate E.453.

Locomotiva elettrica E453.001 a Firenze, demolita in seguito.

Alla progettazione e alla realizzazione collaborarono un "pool" di aziende tra le più qualificate, quali ABB Tecnomasio per l'elettronica di potenza e di comando, Ansaldo Trasporti per i motori di trazione e la diagnostica, Breda Costruzioni Ferroviarie per la cassa, gli impianti pneumatici e parti meccaniche, Fiat Ferroviaria per i carrelli e le trasmissioni.

### Realizzazione e consegna
Il disegno estetico fu affidato allo studio Pininfarina, che propose una linea molto caratterizzante: spigolosa e filante, contraddistinta dal musetto grigio staccato dal resto della cassa da una netta linea diagonale. Venne scelto per questa il color rosso brillante con finiture in grigio, un'estetica molto innovativa per l'epoca che sostituì l'iniziale intenzione di creare un frontale basato sul musetto delle vetture MDVC semipilota con testata aerodinamica.
Dopo una lunga sperimentazione, soprattutto per la parte elettronica di potenza effettuata dalla ABB e per le componentistiche accessorie nel giugno 1989 la E.454.001 lasciava lo stabilimento Sofer di Napoli per essere assegnata provvisoriamente al deposito locomotive di Napoli Smistamento per prove e collaudi in linea sotto tensione.
La consegna prevista delle varie unità, assegnate al deposito locomotive di Pistoia sarebbe avvenuta nell'ordine seguente: E.454.002, 453.001, 453.002 e infine E.454.003.
La E.454.002 fu consegnata il 5 agosto 1989 (ma fu registrata ufficialmente dalle FS nel maggio 1990). Agli inizi del 1990 la Sofer consegnò la prima delle E.453, la 001, giunta a Pistoia il 29 marzo dello stesso anno. La E.454.003 ultima della piccola serie "viaggiatori" fu consegnata il 28 luglio 1990; ancora in fase di messa a punto, nel deposito di Pistoia, dovette cedere i propri carrelli alla 454.001 (già operativa) che, a causa di una manovra errata compiuta nello stesso impianto, aveva subito un danno grave ai motori.
La prima carrozza pilota adatta al telecomando delle locomotive, adattata dalla Sofer, fu consegnata il 18 settembre 1990.

### Pre-esercizio
Dal 1º febbraio 1990 la locomotiva E.454.001 e qualche tempo dopo anche la 454.002 vennero immesse gradatamente alla testa di treni a composizione omogenea di carrozze MDVC o MDVE, prima con la scorta di una locomotiva differente, poi con le locomotive disposte una in testa e una in coda in modo da assicurare la reversibilità del treno senza manovre (provandone allo stesso tempo l'efficienza) sull'itinerario Pistoia, Lucca, Pisa, Firenze, Pistoia 
. Nel periodo estivo tra giugno e luglio la 454.001 fu inviata per una serie di prove a Savigliano al termine delle quali fece ritorno a Pistoia.
Non si evidenziarono nel lungo periodo particolari problemi delle locomotive eccetto la non utilizzabilità delle stesse in telecomando se non con le sole carrozze specificamente attrezzate.
In alcune occasioni vennero provate anche le due E.453, accoppiate tra loro e con comando unico, con buoni risultati per quanto riguarda il funzionamento. Il 9 novembre 1990, sulla direttissima Firenze-Bologna, la 453.001 trainò agevolmente un treno merci di 1050 t ed effettuò nei giorni successivi varie prove dinamometriche rientrando al termine di esse al proprio impianto di Pistoia; non si ebbe tuttavia uno sbocco reale alla trazione dei treni merci in quanto nel frattempo le FS avevano modificato il loro orientamento abbandonando il progetto dei complessi di trazione modulari in favore della costruzione di un centinaio di locomotive E.652 la cui potenza oraria era poco più del 25% inferiore a quella complessiva delle due 453.

### Esercizio in turno
Le due E.454 entrarono in turno regolare all'inizio dell'orario estivo del 1990 alternandosi con le E.646 navetta nell'effettuazione dei treni. Nel mese di agosto le due macchine operarono alla trazione di treni viaggiatori sulle linee Firenze-Livorno e poi nel turno dei treni Arezzo-Pistoia. Nel mese di settembre entrò in funzione anche la prima delle carrozze pilota modificate per il telecomando seriale tramite condotta a 13 poli.
Le varie locomotive si alternarono alla testa dei treni dell'area tra Firenze e Pistoia utilizzando indifferentemente sia le E.453 che le E.454 negli anni 1990-1991.
Durante il periodo di utilizzazione le locomotive furono oggetto di sperimentazioni: la 454.002 venne dotata di carrelli e motori di nuovo tipo a scopo di prova ma nel 1997 fu riportata allo stato di origine per mancanza di ricambi disponibili. Nel contempo vennero tolte dal servizio le due 453 allo scopo di fornire ricambi alle tre E.454. Nel turno viaggiatori, sulle varie direttrici facenti capo a Firenze, vennero utilizzate maggiormente la 454.001 e la 003 per l'effettuazione di treni diretti o interregionali. La E.454.001 il 24 e il 25 febbraio 1999 fu utilizzata, a Firenze, per una serie di prove dinamiche e funzionali del pantografo tipo ATR 90.

### Accantonamento e fine del gruppo
La lentezza con cui fu portato avanti il progetto, anche a causa dei mutati orientamenti politici ed economici, lo rese obsoleto in quanto furono presto sviluppate nuove tecnologie (che portarono allo sviluppo delle E.412 e delle E.464, entrambe ad azionamento trifase ad inverter).
Non venne inoltre installato alcun sistema che usasse la condotta a 78 poli: questo fatto, l'esiguità del gruppo e la difficoltà di manutenzione furono tra le concause della prematura radiazione del gruppo.
Le locomotive operarono piuttosto regolarmente fino alla seconda metà degli anni novanta, poi gradatamente furono accantonate, iniziando dalle due E.453 - utilizzate come fonti di pezzi di ricambio - passando in seguito alle E.454. 
L'estinzione del gruppo E.453 giunse nel 2004 presso lo stabilimento Fervet (in seguito divenuto Corifer) di Castelfranco Veneto con la demolizione dell'unità 001, fino al dicembre 2003 accantonata presso il Deposito Locomotive di Bologna Centrale. Anche le "sorelle" E.454 finirono per essere demolite; si salvò soltanto la 001, accantonata a Empoli, a disposizione dell'Università di Firenze per studi sperimentali. Tale prototipo si trova presso le officine dell'ex Deposito Locomotive di La Spezia Migliarina, sede dell'Associazione Treni Storici Liguria, la quale ne ha curato il restauro estetico esterno.

### L'esemplare preservato
Il 7 ottobre 2014 la Fondazione FS Italiane ha operato il recupero della E.454.001, ultimo esemplare sopravvissuto ed accantonato alla stazione di Empoli da circa 20 anni. Il locomotore è stato trasferito a Santo Stefano di Magra in attesa di un restauro. Nel Febbraio 2016 la E.454 001 uscì dall'officina di restauro per poi essere esposta in pubblico il 20 marzo al Porte Aperte del deposito locomotive di La Spezia Migliarina. Il recupero della locomotiva si è limitato al solo ripristino estetico.

## Progetto
La caratteristica più evidente delle locomotive è quella di avere una sola cabina di guida e ciò rappresenta quasi una novità per le ferrovie italiane. Fu previsto infatti il telecomando integrale della macchina sia da altra locomotiva analoga accoppiata che da apposita carrozza pilota. A tal fine venne utilizzata la condotta elettrica a 13 poli con una logica di comando seriale, tramite un doppino di cavi elettrici, ottenuta mediante l'installazione di un sistema ZMS, di derivazione tedesca.
Per le locomotive furono previste due velocità massime in funzione del servizio cui sarebbero state destinate: 160 km/h per la versione "viaggiatori" (E.454) e 120 km/h per la versione merci (E.453). Uguale invece la potenza oraria di 3.900 kW. La versione merci, a rapporto di trasmissione "corto" di 31/96, avrebbe dovuto utilizzare due macchine accoppiate dal lato della testata piana con intercomunicante ottenendo un complesso di trazione della potenza di quasi 8 MW. Per le E.454 fu previsto un rapporto di trasmissione di 36/96.
L'equipaggiamento elettrico e meccanico fu concepito il più possibile standardizzato, ad architettura modulare, in modo da poter essere facilmente sostituito e intercambiabile con quello di altre locomotive in fase di sviluppo o appena entrate in servizio all'epoca. I carrelli e i motori elettrici di trazione erano uguali a quelli delle locomotive E.491 monofase; uguale era la componentistica di regolazione e diagnostica nonché l'impianto di frenatura reostatica. Componenti analoghi erano previsti per le E.402.

### Parte meccanica

#### Cassa
La cassa, progettata dalla Breda Costruzioni Ferroviarie e realizzata dalla Sofer, presenta diverse novità rispetto alle locomotive di costruzione precedente. La struttura complessiva è realizzata in acciaio elettrosaldato ma le carenature, di massima, sono realizzate in vetroresina compreso il vomere anteriore. Del tutto nuova è la realizzazione delle porte di accesso alla cabina di guida in posizione quasi al centro della cassa e in ambedue le fiancate; ciò ha lo scopo di irrobustire la cabina di guida rispetto a eventuali urti frontali. In vetroresina è anche il monoblocco che fa da parete divisoria tra cabina e comparto apparecchiature; oltre a fungere da parete fonoassorbente incorpora anche gli armadi per uso personale e per le apparecchiature di ripetizione segnali. Del tutto nuovi sono i respingenti anteriori ad assorbimento d'urto tipo "Jarret". Il gancio di trazione posto sulla traversa anteriore è invece del tipo tradizionale. 
Sull'imperiale ampi portelloni permettono l'estrazione dall'alto dei moduli di potenza.
Una differenza evidente tra le due versioni è costituita dalla presenza di specchi retrovisori retraibili sulle E.454, assenti nelle E.453. Lievemente differente è anche la livrea pur mantenendo gli stessi colori di base rosso e grigio; la versione viaggiatori ha una fascia orizzontale bianca all'altezza delle griglie di aerazione. Anche le griglie di aerazione sono differenti: più grandi quelle di E.454.001 e 003 più lunghe e sottili quelle dell'E.454.002 e delle due E.453.

#### Carrelli
Le locomotive avevano due carrelli, progettati dalla Fiat Ferroviaria, di tipo uguale a quelli delle E.491, la cui realizzazione puntava sulla massima accessibilità in caso di interventi manutentivi o di riparazione. Il gruppo costituito da motore, riduttore e sala fu realizzato perfettamente accessibile dal basso e in grado di essere smontato senza alcun rialzo della cassa, né smontaggio del carrello corrispondente.
La E. 454.002 fu temporaneamente oggetto di sperimentazione di un nuovo tipo di carrello tra 1996 e 1997. Venne in seguito riportata allo stato di origine.

#### Cabina di guida
Le locomotive furono dotate di una sola cabina di guida anteriore nella quale trovava posto il banco di manovra unificato FS con le strumentazioni e le leve di comando del freno elettrico/pneumatico e del freno moderabile. La testata posteriore fu progettata e costruita piana e dotata di intercomunicante; all'interno, lateralmente, fu montato un banco di manovra ridotto all'essenziale per gli spostamenti e le manovre dotato del solo freno moderabile. Non era quindi atta alla guida di un treno se non nel verso anteriore. In caso di assenza della carrozza pilota si sarebbe dovuta usare una piattaforma girevole per riportarla nel giusto verso di marcia.

### Parte elettrica
Il concetto di modularità risulta ampiamente applicato nella locomotiva con la costruzione di due moduli di potenza composti di tutto ciò che occorre all'alimentazione e alla regolazione della potenza dei motori; sono comprese in ciascuna unità tutte le apparecchiature elettroniche ed elettromeccaniche, i sistemi di filtraggio di rete e l'elettroventilatore di raffreddamento. Un telaio di alta tensione comprende i circuiti di ingresso e di protezione, l'interruttore extrarapido e due reostati di frenatura a ventilazione forzata montati in un blocco strutturale unico.
La disposizione di massima adottata ha previsto l'installazione dei due moduli di potenza in corrispondenza del rispettivo carrello. I moduli di alta tensione, il reostato di frenatura ed altre apparecchiature sono disposti nella parte centrale della locomotiva in un comparto ricavato tra i due corridoi laterali.

#### Motori di trazione
I motori di trazione delle locomotive, progettati e costruiti da Ansaldo Trasporti, erano due per carrello, del tipo MTC 743/83 a corrente continua, con eccitazione a immagine serie, collegati tra di loro in serie per ciascun carrello. 
L'alimentazione dei motori di ciascun carrello era regolata da un proprio chopper bifase a frequenza fissa; le due unità di trazione venivano fatte lavorare in parallelo con sfasamento reciproco di 180°.

#### Pantografi
I due pantografi erano del tipo 52 FS, usati anche su altri tipi di locomotive delle FS. Nella versione "merci" (E.453) vennero montati anche accoppiatori di alta tensione sulle testate posteriori, quelle piane, posti in posizione elevata, allo scopo di collegare il circuito dei pantografi direttamente in parallelo prevedendo (opzione mai realizzata) un'utilizzazione in coppia delle locomotive con un solo pantografo alzato.
Alla fine di febbraio 1999 sulla E.454.001 furono installati, a scopo di prova, pantografi di nuovo tipo del modello ATR 90.

## Carrozza pilota
La scelta di utilizzare la condotta UIC a 13 poli per telecomandare la locomotiva dalla carrozza semipilota costituì un problema in quanto non erano al tempo disponibili unità dotate di quadro di comando per apparecchiature a comando seriale. Venne deciso di approntarne tre unità, una per ciascun E.454; la prima carrozza semipilota venne adattata dalla Sofer, su progetto della Breda, mediante il montaggio di una logica di comando tipo ZMS della ABB Trazione e consegnata il 18 settembre 1990.